# Filippo Spinelli
Filippo Spinelli (Nápoles, 1566 - Nápoles, 25 de maio de 1616) foi um cardeal do século XVII

## Biografia
Nasceu em Nápoles em 1566. O mais velho dos cinco filhos de Carlo Spinelli, duque de Seminara, e Vittoria di Capua, dos condes de Palena. patrício napolitano. Seu irmão Pietro Antonio Spinelli, SJ, foi reitor do Collegio Germanico , Roma. Outros cardeais da família foram Giuseppe Spinelli (1735); e Fernando Spinelli (1785).
Estudou em Nápoles (sem mais informações encontradas)..
Após seus estudos, ele foi para Roma. Clérigo da Câmara Apostólica em 1592..
Eleito arcebispo titular de Colosso e nomeado coadjutor, com direito sucessório, de Policastro, em 22 de abril de 1592. Consagrado, 6 de maio de 1592, Roma, pelo cardeal Alfonso Gesualdo, bispo de Ostia e Velletri, decano do Sacro Colégio dos Cardeais. Clérigo da Câmara Apostólica, 1597. Núncio na Áustria, 26 de agosto de 1598 até julho de 1603. Sucedeu à sé de Policastro, 1603. Vice-legado em Ferrara, 24 de abril de 1604. Foi promovido a cardinalato nas instâncias de Imperador Rodolfo II..
Criado cardeal sacerdote no consistório de 9 de junho de 1604; recebeu o gorro vermelho e o título de S. Bartolomeo all'Isola, em 2 de agosto de 1604. Participou do conclave de março de 1605, que elegeu o Papa Leão XI. Participou do conclave de maio de 1605, que elegeu o Papa Paulo V. Transferiu-se para a sé de Aversa, a 6 de junho de 1605. Optou pelo título de S. Maria sopra Minerva, a 10 de setembro de 1608..
Morreu em Nápoles em 25 de maio de 1616, enquanto realizava uma visita pastoral à sua diocese. Sepultado na igreja dos jesuítas, em Nápoles, com breve epitáfio. Vinte anos depois, Pierantonio Spinelli, arcebispo de Rossano, ergueu um monumento à sua memória na igreja de S. Domenico..